# Бішапур

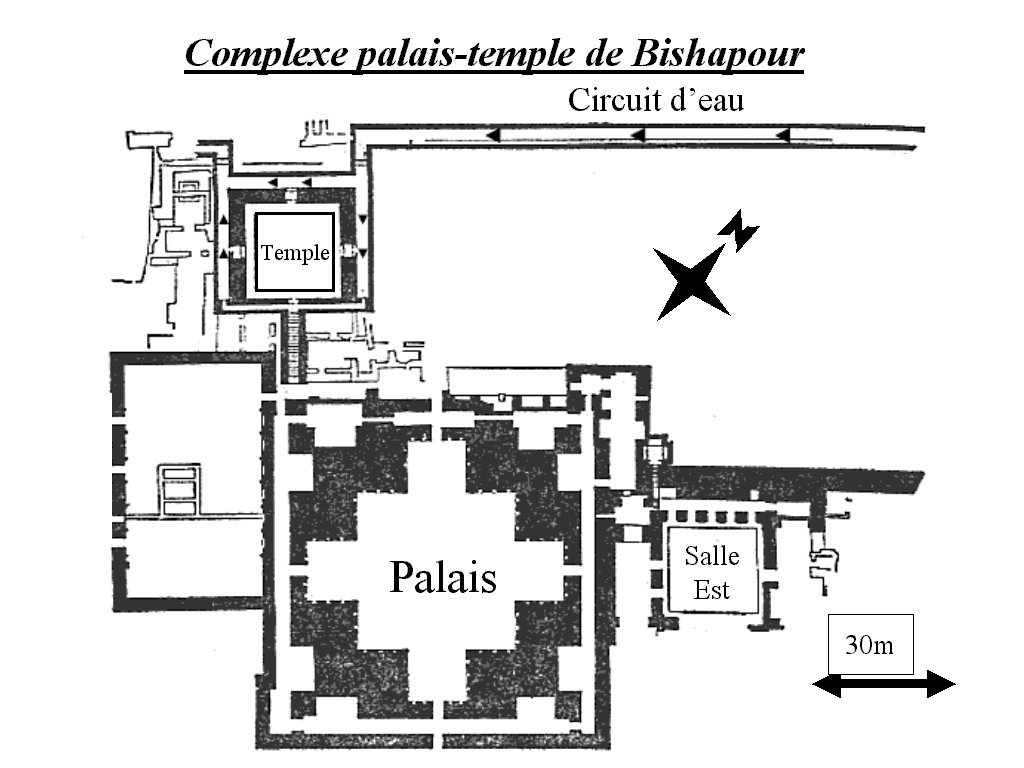
План палаців і храмів Бішапура

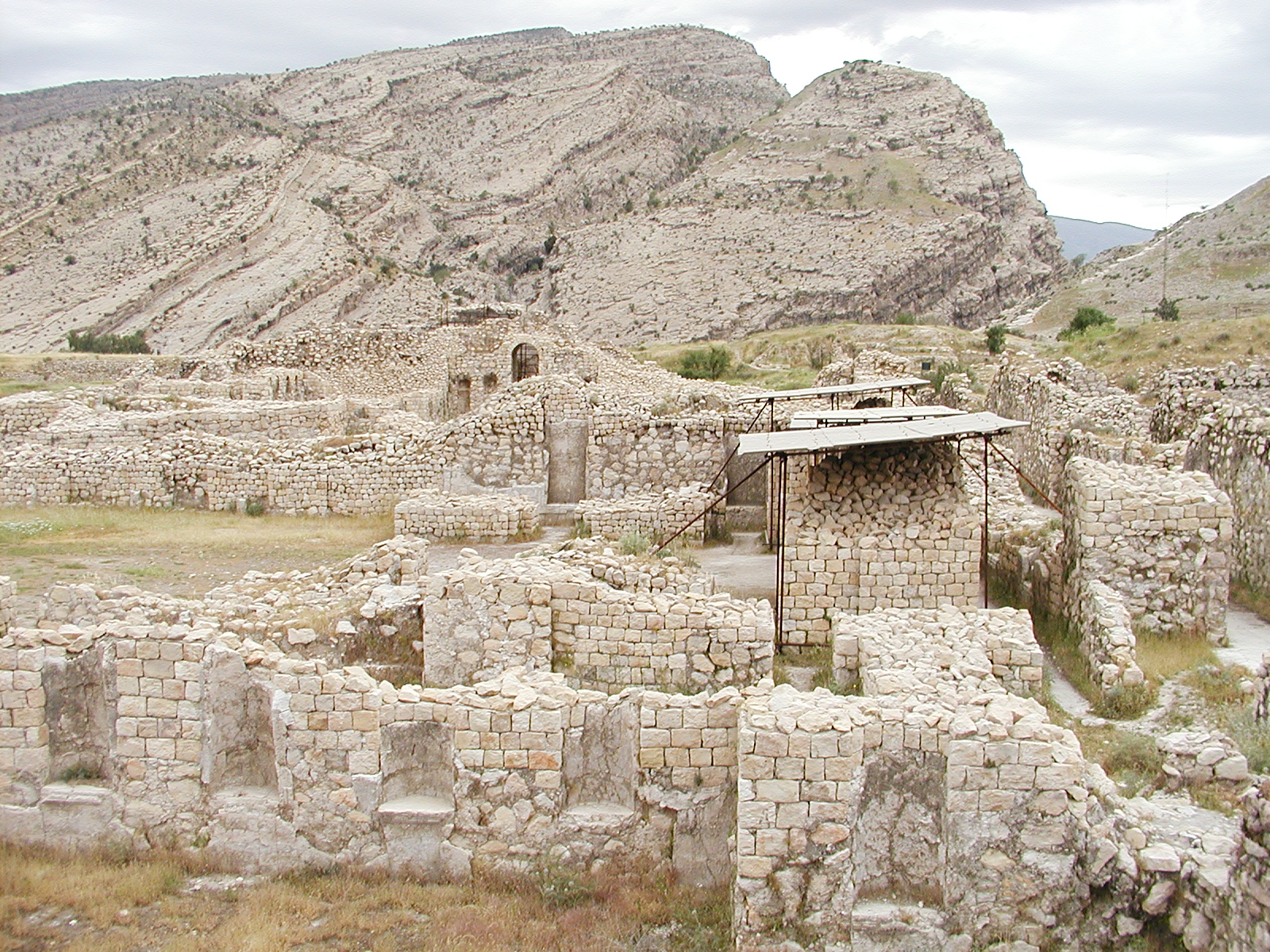
Руїни Бішапура

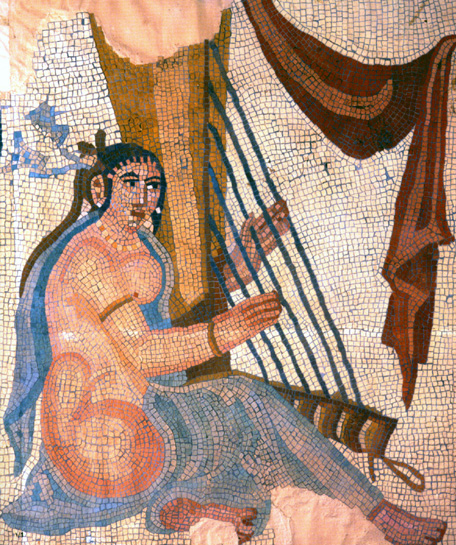
Мозаїка

Бішапур (перс. بیشاپور, Bishâpûr) — стародавнє місто Ірану, на південь від сучасного міста Фаліян, на давній дорозі між Персією й Еламом. Дорога з'єднувала столицю Сасанідів Істахр і Ктесифон. Місто деякий час було столицею імперії.
Місто було побудоване на впадінні річок, використовувалося для запасів питної води.

## Історія
Місто заснував в 266 цар Шапур I (241—272), другий цар Сасанідів. Назва міста — місто Шапура, тут Шапур зробив свою столицю, перенісши її з Істахра. Місто прикрашене численними рельєфами, що прославляють перемогу Шапура над римлянами. У будівництві брали участь полонені римські солдати імператора Валеріана, який зазнав поразки в 260. Однак місто не було побудоване на порожньому місці — археологи виявили сліди парфянської й Еламської цивілізацій.
Пізніше столиця перемістилася в Ктесифон, але місто зберігало значення аж до арабського завоювання в VII столітті, в ньому залишалися мешканці до X століття.